# 稲沢市立領内小学校
稲沢市立領内小学校（いなざわしりつりょうないしょうがっこう）は、愛知県稲沢市祖父江町にある公立小学校。

## 概要
- 旧・中島郡祖父江町の小学校である。

## 沿革
- 1873年（明治6年）11月 - 開明学校が開校。通順寺[注釈 1]森上村、二俣村、本甲村、桜方村、大牧村の児童が通学する。
- 1876年（明治9年）4月 - 併合五郷学校に改称する。
- 1880年（明治13年）12月 - 五郷学校に改称する。
- 1887年（明治20年）4月 - 二俣学校に改称する。
- 1889年（明治22年）10月1日 - 森上村、二俣村、本甲村、桜方村、大牧村が合併し領内村が発足。同じ頃、尋常小学領内学校に改称する。
- 1906年（明治39年）5月10日 - 祖父江町、丸甲村、領内村、牧川村、山崎村と合併し、改めて祖父江町が発足。
- 1907年（明治40年）1月1日 - 領内尋常小学校に改称する。
- 1910年（明治43年）4月1日 - 祖父江町内の学校の統合により、祖父江東尋常小学校領内分教場となる。
- 1912年（大正2年）10月1日 - 祖父江東尋常小学校から分立し、祖父江第三尋常小学校となる。
- 1941年（昭和16年）4月1日 - 祖父江第三国民学校に改称する。
- 1947年（昭和22年）4月1日 - 祖父江町立第三小学校に改称する。
- 1948年（昭和23年）10月1日 - 祖父江町立領内小学校に改称する。
- 1949年（昭和24年） - 中校舎が完成する。
- 1951年（昭和26年） - 北校舎が完成する。
- 1960年（昭和35年）4月22日 - 新校舎（鉄筋コンクリート造）が完成する。
- 1973年（昭和48年）5月8日 - 校舎（鉄筋コンクリート造）が完成する。
- 1978年（昭和53年）3月7日 - 体育館が完成する。
- 2005年（平成17年）4月1日 - 祖父江町が稲沢市に編入される。同時に稲沢市立領内小学校に改称する。

## 通学区域
- 祖父江町森上、祖父江町本甲、祖父江町二俣、祖父江町桜方、祖父江町大牧、祖父江町島本（上縄）[1]。

## 進学先中学校
- 稲沢市立祖父江中学校

## 交通アクセス
- 名鉄尾西線森上駅下車、徒歩約10分。